# Mizar (Schiff)
Die USNS Mizar (T-AK-272/T-AGOR-11) war ein Schiff der United States Navy. Der Name leitet sich von Stern Mizar ab.

## Bau und technische Daten
Das Schiff wurde 1957 bei Avondale Marine Ways in Avondale (Louisiana) als Frachtschiff für vereiste Gegenden gebaut und war nach der Eltanin und der Mirfak das dritte der drei Schwesterschiffe der Eltanin-Klasse. Die Mizar wurde am 1. Januar 1957 auf Kiel gelegt und lief am 7. Oktober 1957 vom Stapel. Der Rumpf ist vom Typ C1-ME2-13a gemäß der United States Maritime Administration (MARAD) als Frachtschiff der Eisklasse mit verstärktem Bug ausgelegt.
Ihre Länge betrug 81,0 Meter über alles, sie war 15,8 Meter breit und wies einen Tiefgang von maximal 5,4 Metern auf. Sie war mit 2486 BRT vermessen und hatte eine Konstruktionsverdrängung 1850 Tonnen (3886 t maximal). Der Antrieb bestand aus zwei 12-Zylinder-dieselelektrische Motoren der Firma Alco, deren Leistung zusammen 3200 PS betrugen. Diese wirkten auf zwei Schrauben, das Schiff erreichte eine Geschwindigkeit von 13,0 Knoten. Die Besatzung bestand aus 42 Mann.

## Geschichte
Die Mizar wurde im März 1958 in Dienst gestellt und fuhr unter Befehl des Military Sea Transportation Service, größtenteils in den Gewässern Kanadas und Grönlands, um die dortigen Militärstützpunkte zu versorgen. Lediglich 1961 befuhr das Schiff auf einer Fahrt die Antarktis. In Erinnerung an diesen Einsatz tragen seit 1965 die Mizar-Nunatakker ihren Namen.
1963 wurde die Mizar umgebaut und 1964 als T-AGOR-11 wieder in Dienst gestellt. Das Schiff fuhr nun unter dem Naval Research Laboratory und war ein Tiefsee-Forschungsschiff. Unter anderem besaß die Mizar eine Tiefseesonde mit Scheinwerfer, Kamera, Magnetometer und Sonar. Die Mizar half bei der Suche nach den beiden verloren gegangenen Atom-U-Booten der Navy, der Thresher 1963 und der Scorpion 1968. Ebenso suchte die Mizar nach sowjetischen U-Booten wie der K-129.
1975 wurde das Schiff dem Military Sealift Command unterstellt und 1980 weiter modifiziert. In den 1990er Jahren wurde das Schiff aus dem aktiven Dienst abgezogen und als AK-272 reklassifiziert. Das Schiff wurde der Reserveflotte unterstellt und 2005 erging der Auftrag zum Abbruch des Schiffs.